# Fahim
Fahim es una película de comedia dramática francesa dirigida por Pierre-François Martin-Laval, está protagonizada por Assad Ahmed y Gérard Depardieu. Está basado en el libro autobiográfico de Fahim Mohammad, Xavier Parmentier y Sophie Le Callennec.

## Sinopsis
Obligado a huir de Bangladés, su tierra natal, el joven Fahim (Assad Ahmed) y su padre dejan al resto de la familia y se van a París. A su llegada a Francia, comienzan una verdadera maratón de obstáculos para el asilo político. Gracias a su talento en el ajedrez, Fahim conoce a Sylvain (Gérard Depardieu), uno de los mejores entrenadores de Francia. Cuando comienza la liga francesa, la amenaza de deportación ejerce presión sobre Fahim y su padre.

## Elenco
- Assad Ahmed como Fahim Mohammad.[4]
- Gérard Depardieu como Sylvain Charpentier.
- Isabelle Nanty como Mathilde.
- Mizanur Rahaman como Nura.
- Sarah Touffic Othman-Schmitt como Luna.
- Victor Herroux como Louis.
- Tiago Toubi como Max.
- Alexandre Naud como Alex.
- Pierre Gommé como Eliot.
- Axel Keravec como Dufard.
- Didier Flamand como Fressin.
- Pierre-François Martin-Laval como Peroni.